# Hubin (obwód tarnopolski)
Hubin (ukr. Губин, Hubyn) – wieś na Ukrainie, w rejonie czortkowskim obwodu tarnopolskiego. Znajduje się na lewym brzegu rzeki Dniestr.
Od września 2015 roku weszło w skład społeczności Potok Złoty.

## Geografia
Wieś znajduje się w południowej części rejonu buczackiego, na lewym brzegu Dniestru oraz na drugim tarasie rzeki.

## Historia

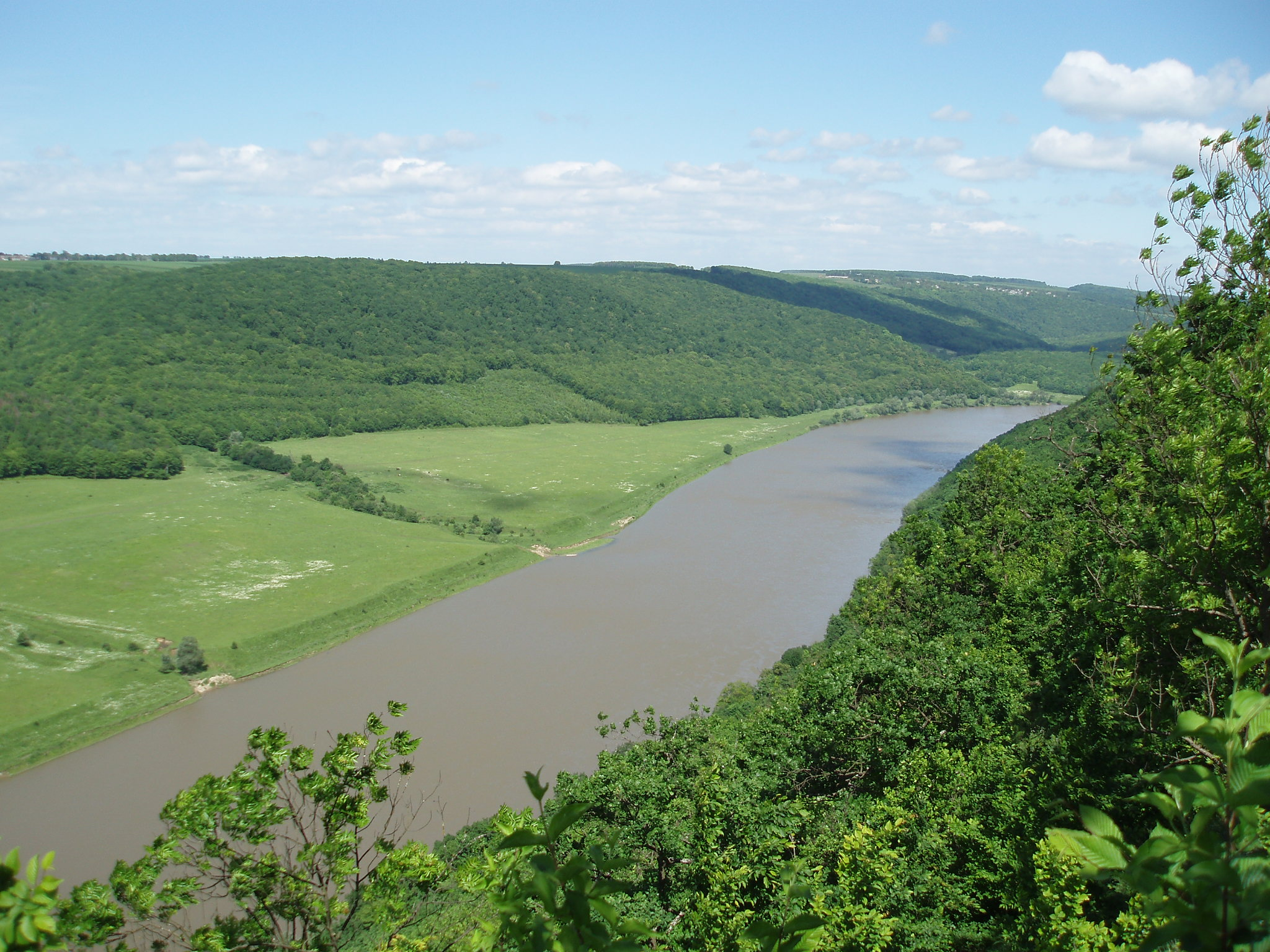
Dniestr w pobliżu wsi, widok z prawego brzegu

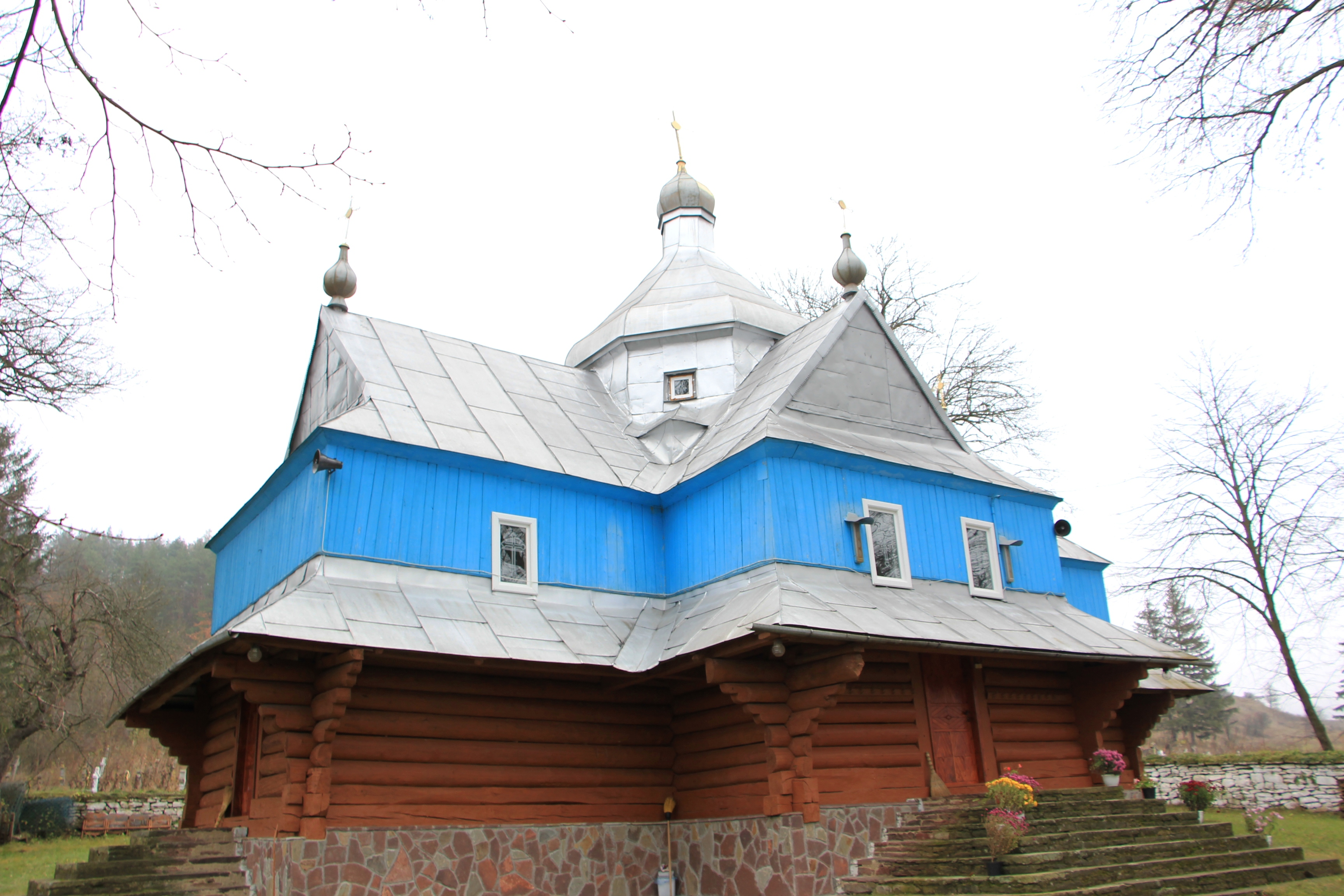
Cerkiew Ścięcia Jana Chrzciciela

W pobliżu Hubina odkryto zabytki archeologiczne późnego paleolitu, kultury amfor kulistych oraz starożytności.
Pierwsza wzmianka pisemna pochodzi z 1560.
Działały ukraińskie organizacje społeczne, takie jak „Sicz”, „Sokół”, „Łuh”, spółdzielnie.
W 1901 działała gorzelnia Markusa Leiba Bergmanna.
C. K. Rada Szkolna Krajowa orzeczeniem l. 9.689 z 27 marca 1905 zorganizowała 1-klasową szkołę ludową w Hubinie w okręgu szkolnym buczackim.
W II Rzeczypospolitej miejscowość należała do gminy Złoty Potok  w powiecie buczackim, w województwie tarnopolskim. W latach 30. XX w. ludność Hubina przekraczała 1200 osób: Ukraińcy stanowili 80%, Żydzi – 15%, osoby innej narodowości – 5%. W latach 1943–1945 nacjonaliści ukraińscy z OUN-UPA zamordowali w wiosce łącznie 11 Polaków.
Po II wojnie światowej liczba ludności spadła do 450 mieszkańców.  Wielu mieszkańców zginęło od niewybuchów, pozostawionych przez wojska ZSRR i Niemiec. Obecnie we wsi mieszka prawie 150 osób.

## Zabytki
- drewniana cerkiew Ścięcia Jana Chrzciciela z 1849, zbudowana na miejscu dawnej drewnianej cerkwi, spalonej w roku 1835. Poświęcona w 1863. Budynek cerkwi drewniany, parterowy, na planie krzyża. Cerkiew zbudowana ze świerkowych bali na dębowych fundamentach. Do kwadratowej w planie nawy od zachodu przylega prawie kwadratowy babiniec, od wschodu – prezbiterium, a od południa i północy — krótkie nawy boczne. Czworokątne nawy przykryte są ośmiospadowym dachem, zwieńczonym kopułą. Boczne drewniane nawy pokryte są wysokimi dachami bocznymi. Wiata wokół budowli opiera się na występach „stopniach” wieńców z bali. Teren zabytku jest ogrodzony murem kamiennym.

## Sfera społeczna
Funkcjonują szkoła podstawowa-przedszkole I stopnia, klub, FAP, obiekt handlowy. Co roku wioskę odwiedza duża liczba turystów.

## Festiwale
Co roku w miejscowości odbywa się festiwal folklorystyczno-obrzędowy "Kupalskie ognie".

## Literatura
- Hubin (z Michałówką). [w:] Słownik geograficzny Królestwa Polskiego. T. III: Haag – Kępy. Warszawa, 1882, s. 197.
- Бигус M., Гладун В. Губин [w:]  Тернопільський енциклопедичний словник. редкол.: Г. Яворський та ін.. T. 1: А—Й. Тернопіль : Видавничо-поліграфічний комбінат «Збруч», 2004, s. 427. ISBN 966-528-197-6. (ukr.) (ukr.)
- Уніят В. Губин [w:] Ternopilszczyna. Istorija mist i sił: w 3 t. T. 1: A — J. Tarnopol: Sp. z o.o. "Terno-hraf", 2014, s. 603. ISBN 978-966-457-228-3. (ukr.)